# Темпъл
Темпъл (на английски: Temple) е район в Лондон. Названието „Темпъл“ идва от средновековието, когато орденът на тамплиерите е владеел района. В днешни дни там се намират множество учреждения.

## Забележителности
В района се намира един от най-известните паметници от средновековието-старинната църква Темпъл. В нея се намират каменни саркофази, символизиращи гробовете на тамплиерите. Църквата е построена през 12 век. Църквата е горяла през Големия лондонски пожар, но е реставрирана под ръководството на Кристофър Рен.

## Темпъл в популярната култура
Голяма част от действието на романа Шифърът на Леонардо от Дан Браун се развива в църквата Темпъл.